# Лаллерстедт, Эрик
Эрик Юлиус Лаллерстедт (швед. Erik Julius Lallerstedt; 19 апреля 1864, Ско, близ Стокгольма — 2 февраля 1955, Стокгольм) — шведский архитектор, работавший в стилях национальной романтики и шведского классицизма.

## Жизнь и творчество
Эрик Лаллерстедт учился в 1882—1889 годах в Высшей Королевской технической школе Стокгольма и в Королевской Высшей художественной школе. Одной из его ранних работ является проект собора св. Петра в Стокгольме (сооружён в 1900—1901 годах). В 1901—1903 году он строит также в Стокгольме церковь св. Матфея. Вскоре после этого молодой архитектор добивается известности благодаря строительству рядя монументальных зданий из кирпича в стиле модерн (среди них — здание для общества по страхованию Trygg, в 1906 году). Созданные им позднее строения для Высшей Королевской технической школы (1911—1940) были возведены уже в неоклассическом стиле.
Другими проектами, выполненными Эриком Лаллерстедтом в Стокгольме, были здания для страхового общества Thule (в 1915—1917, совместно с Туре Рюдбергом), а также различные жилые дома (в 1923—1924 годах), в одном из которых архитектор и сам поселился. Для министерства почтового сообщения он создаёт целую сеть почтамтов и бюро в различных уголках Швеции — в Кристианстаде (1916—1917), Оселе (1926), Кристинехамне (1927), Кальмаре (1945), несколько — в Стокгольме (1930, 1936, 1938—1939). Совместно с архитекторами
Сигурдом Леверентсем и Давидом Хелльденом, Эрик Лаллерстедт создаёт проект нового Музыкального театра в Мальмё (1933—1944).
Сын Эрика Лаллерстедта, Ларс-Эрик Лаллерстедт (1910—1978) также был архитектором.